# Cliff Salmond
Cliff Salmond, född 27 december 1927, död 25 december 2013, var en kanadensisk friidrottare. Han deltog vid olympiska sommarspelen 1948.